# 熊本県道270号天月湯浦線
熊本県道270号天月湯浦線（くまもとけんどう270ごう あまつきゆのうらせん）は、熊本県葦北郡芦北町を通る一般県道である。

## 概要

### 路線データ
- 起点：熊本県葦北郡芦北町大字塩浸（熊本県道27号芦北球磨線交点）
- 終点：熊本県葦北郡芦北町大字湯浦（国道3号交点）

## 地理

### 通過する自治体
- 葦北郡芦北町

### 交差する道路
| 交差する道路              | 交差する場所 | 交差する場所 |
| ------------------------- | ------------ | ------------ |
| 熊本県道27号芦北球磨線    | 大字塩浸     | 起点         |
| 熊本県道271号越小場湯浦線 | 大字宮崎     |              |
| 熊本県道305号宮崎芦北線   | 大字宮崎     |              |
| 国道3号                   | 大字湯浦     | 終点         |

### 交差する鉄道
- 九州新幹線
- 肥薩おれんじ鉄道線

### 沿線
- 芦北町立大野小学校
- 肥薩おれんじ鉄道線 湯浦駅
- 湯浦川
- 佐敷川